# Порселлис, Ян
Ян Порселлис (нидерл. Jan Porcellis; ок. 1584, Гент — 29 января 1632, Зутервауде) — голландский рисовальщик, живописец и гравёр, мастер офорта, фламандского происхождения, пейзажист, маринист «Золотого века голландской живописи». «Малый голландец». Ян Порселлис положил начало «решительному переходу» от ранних форм голландского пейзажа к так называемой «тональной фазе». Работал в Антверпене, Харлеме, Амстердаме, Зутервауде и Лондоне.

## Биография
Будущий художник родился в Генте (Восточная Фландрия), дату его рождения в точности определить невозможно, но она не может быть после 1584 года, поскольку в этом году его родители присоединились к протестантам, бежавшим из Гента, города, недавно во второй раз захваченного испанцами после Нидерландской революции. Семья эмигрировала в Северную Голландию.
Карьеру художника Порселлис начал, по-видимому, в качестве ученика гравёра из Роттердама Иоаннеса Второго (Младшего) Дутекюма (ок. 1558—1630), который занимался изготовлением географических карт, книжными иллюстрациями и изображениями кораблей. Согласно историографии Арнольда Хоубракена, автора «Великого театра нидерландских художников и художниц» (De Groote Schouburgh der Nederlantsche Konstschilders en Schilderessen, 1718—1721), учителем Порселлиса был Хендрик Корнелис Вром, однако эта информация, как и многие другие факты из жизни художника, не нашла документального подтверждения.
Порселлис женился в 1605 году в Роттердаме, обзавёлся тремя детьми. Его дочь крестилась в 1609 году в Миддлбурге. В 1617 году Порселлис получил звание мастера Гильдии Святого Луки в Антверпене. Много путешествовал, его имя встречается в документах Харлема, Амстердама, Лондона, Зутервауде.
К 1615 году Порселлис столкнулся с финансовыми трудностями. Он объявил о банкротстве в Роттердаме и переехал в Антверпен. Большинство картин, созданных в этот период, были проданы на открытых рынках; но поскольку они не подписаны Порселлисом, остаются вне документальной атрибуции. Таким образом, можно идентифицировать лишь около десяти картин этих лет. К 1620 году Порселлису с уверенностью можно отнести лишь около десяти работ, большая часть которых изображает сражения, штормы и виды гавани.
Первая жена художника скончалась перед его отъездом из Антверпена. В 1622 году Порселлис с тремя детьми переехал в Харлем, где женился на Яннеке Флессье, дочери Балтасара Флессье (художника и издателя печатной продукции). Затем наступило время относительного процветания. В эти годы серия из двадцати офортов Порселлиса «Берега Вершейдена и водные виды» (Verscheyden Stranden en Water Gesichten) была опубликована в Харлеме Яном Питерсом. Порселлис вскоре покинул Харлем и с 1624 года жил в Амстердаме; к 1626 году он переехал в Ворбург недалеко от Гааги. Примерно в это же время, в 1627 году, в Амстердаме знаменитый издатель К. Я. Висхер опубликовал серию из двенадцати гравюр по рисункам Порселлиса «Виды различных голландских кораблей» (Icones Variarum navium hollandicarum), первая «иконография» типов кораблей со времен Питера Брейгеля в 1565 году.
Между 1627 и 1629 годами Ян Порселлис переехал в Зутервауде в окрестностях Лейдена. Последние годы прошли в достатке благодаря доле жены в имении мачехи, а также благодаря продаже картин. 19 декабря 1631 года Порселлис составил завещание; 29 января 1632 года он скончался. Его вдова стала наследником с условием, что третий ребенок и единственный сын, Юлий, получит «все картины и произведения, которыми владел художник после его смерти, а именно написанные рукой художника и подписанные его именем, а не другие».

## Творчество
Ян Порселлис продолжил традицию голландских марин (морских пейзажей), но иначе чем иные художники-маринисты, такие как Ян Брейгель или Хендрик Корнелис Вром, которые традиционно изображали гавань Антверпена или Спарне в Харлеме. Его работы положили начало «решительному переходу от раннего реализма к тональной фазе», способствуя новому стилю и сюжетам в «морской живописи», сосредоточив внимание на пасмурном небе и бурной воде, что является радикальным отходом от прежней демонстрации величия кораблей в историческом или батальном жанрах. Этот стиль, в котором большая часть холста изображает море и небо, заложил основу для более поздних работ в этом жанре.
Всю свою жизнь Порселлис писал морские пейзажи. Картины мастера отличались нежным, почти монохромным колоритом. Он блестяще рисовал корабли, суда, знал их устройство и оснастку. Художника интересовали самые разные состояния моря — от спокойного до бури и урагана. В отличие от работ Х. К. Врoма, в них больше передачи чувств и личных впечатлений. Их характеризует общее поэтическое настроение и богатые световые и атмосферные эффекты. Порселлиса интересовало только море, всё остальное: людей и берег, корабли и лодки — художник воспринимал только в связи с ним.
Ю. И. Кузнецов, специалист по западноевропейской живописи Государственного Эрмитажа в [[Санкт-Петербурге, точно сформулировал главное:

 В творчестве Яна Порселлиса, фламандца по происхождению, морской жанр впервые обретает истинно голландские черты. Отказавшись от многосложной композиции и пёстрого колорита предшественников, Порселлис создаёт марину, где вода и небо играют главную роль, а корабли низведены до стаффажа и где господствует единый серо-серебристый колорит… Художник блестяще уловил типичное для Голландии состояние неба, всегда покрытого тучами, и беспокойных вод, омывающих голландские берега. Море и воздушное пространство над ним, насыщенное водяными парами, светом, рефлексами и тенями, создавали ту световоздушную среду, которая окрашивала все предметы в серо-серебристые тона, стирала их контуры, растворяла детали. Именно здесь, на море, было легче всего открыть явления тонального единства элементов пейзажа и воздушной перспективы 
Особенности колорита и воздушной перспективы картин Яна Порселлиса породили термин «тональная живопись», или «тональный пейзаж», применяемый также к его последователям, прежде других к творчеству Яна ван Гойена.
Порселлис был очень плодовитым художником. Одно время он обязался предоставлять своему торговцу по две картины в неделю. Современники высоко ценили картины художника. Сохранился целый ряд свидетельств, в которых Порселлис упоминается среди лучших пейзажистов. К голландскому периоду жизни художника относится его соревнование с двумя мастерами ландшафтной живописи Яном ван Гойеном и Книббергеном. Порселлис победил в этом соревновании — его пейзаж был признан лучшим.
Ян Порселлис имел много учеников, наиболее известные из них Симон де Влигер, Виллем ван Дист, Хендрик ван Антониссен, Виллем ван де Велде Младший и Ханс Годерис.
Живописцами были и братья Яна: Ионас (?) и Луис Порселлис (?—1622).
Сын художника Юлиус Порселлис (oколо 1609—1645) также был художником-маринистом. А. Хоубракен писал, что Юлиус сумел до обманчивости приблизиться к манере отца, которая была ему настолько легка, что он свои картины подписывал так же, как и его отец.
Произведения художника находятся во многих музеях и галереях Европы. Наибольшая коллекция его картин хранится в Национальном морском музее в Гринвиче (Великобритания), Национальном музее в Варшаве, Государственном музее Амстердама. Четыре картины имеется в коллекции Эрмитажа в Санкт-Петербурге, а также в других российских музеях: в Москве, Петергофе, в Пензенской картинной галере.

## Галерея

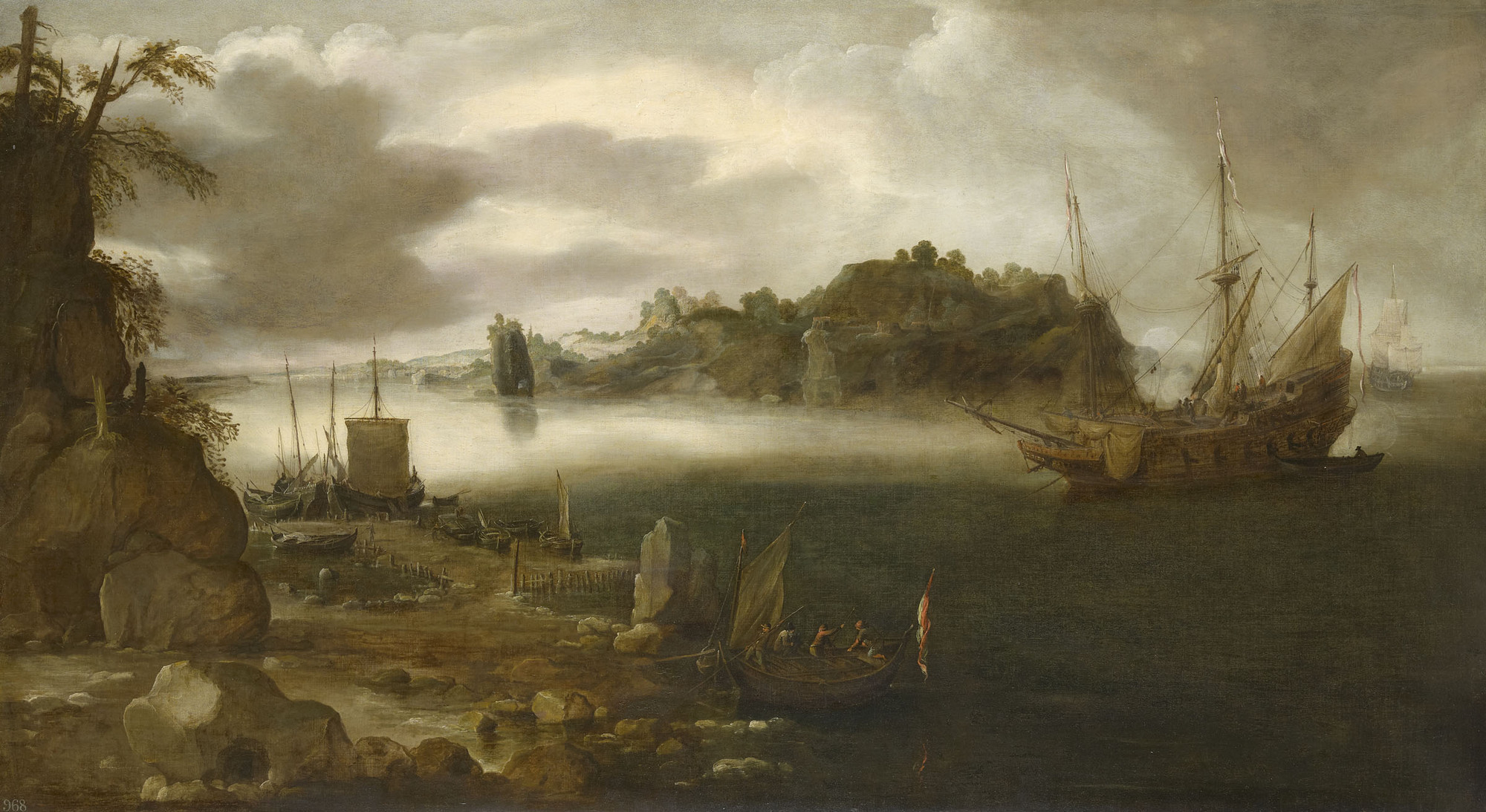
Вид на гавань с кораблями. Ок. 1624. Холст, масло. Королевская коллекция, Великобритания
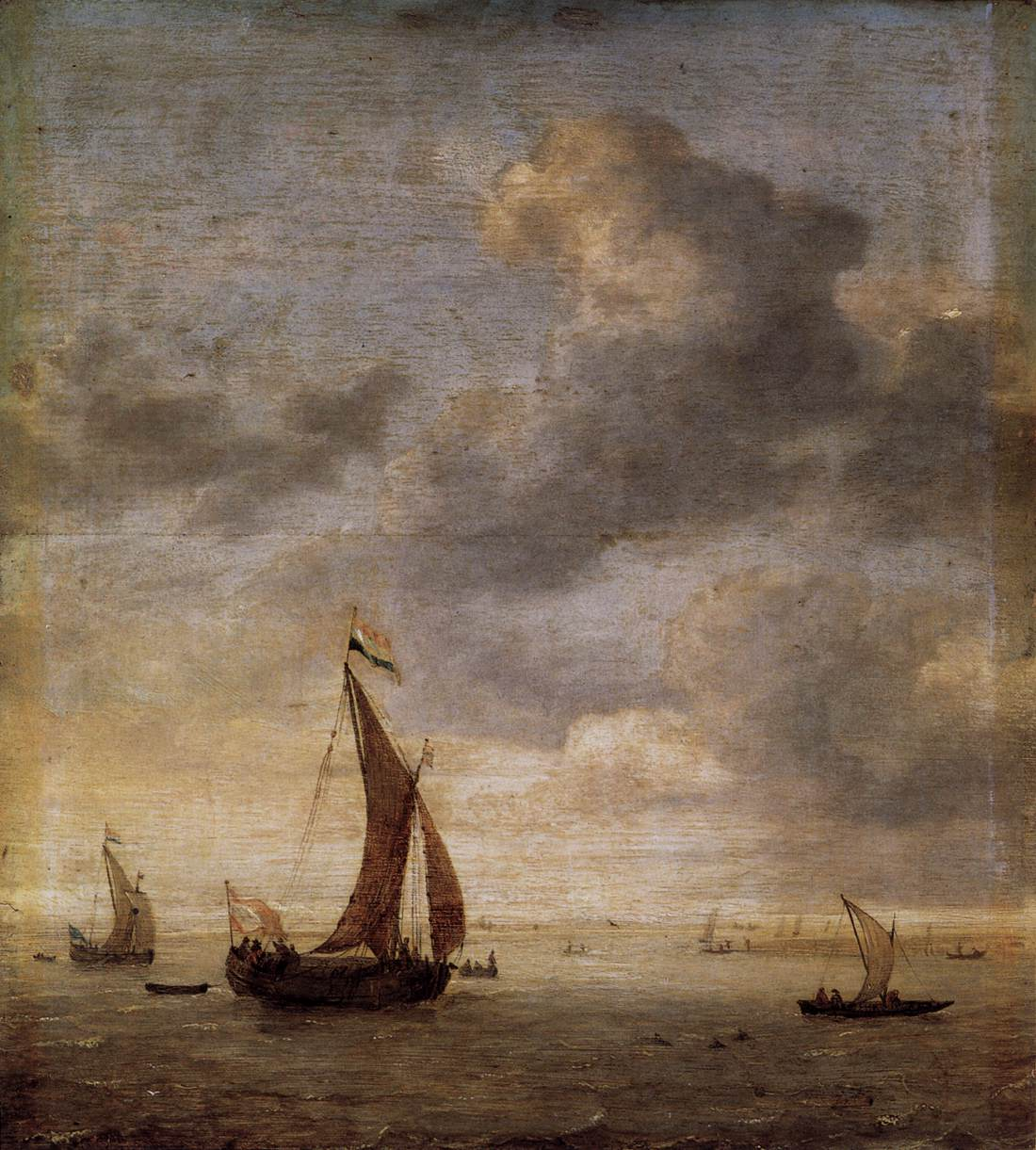
Одномачтовый дамлупер и вёсельная лодка в ветреный день. Дерево, масло. Берлинская картинная галерея
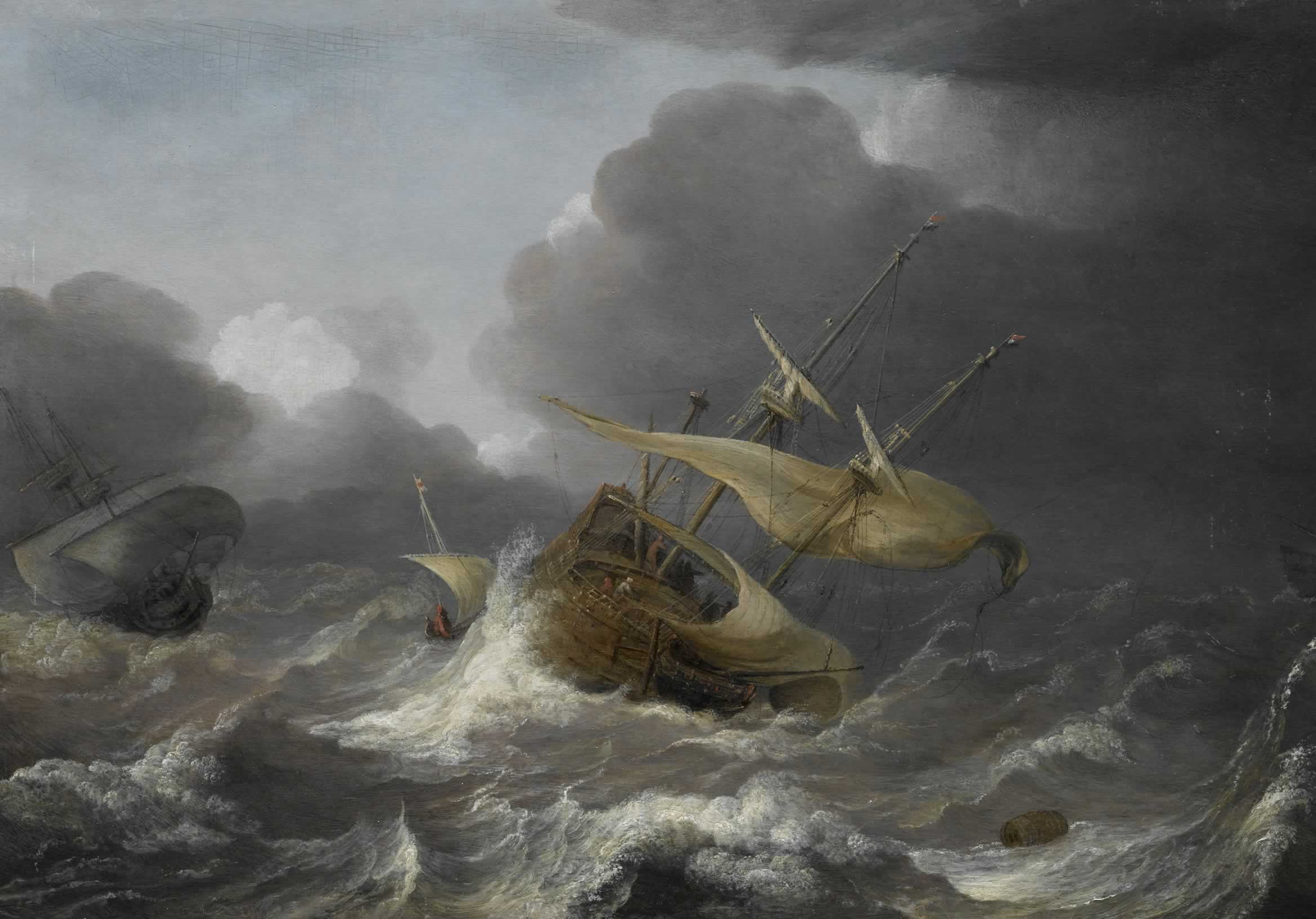
Голландские корабли во время шторма. Ок. 1620. Дерево, масло. Национальный морской музей, Гринвич, Лондон
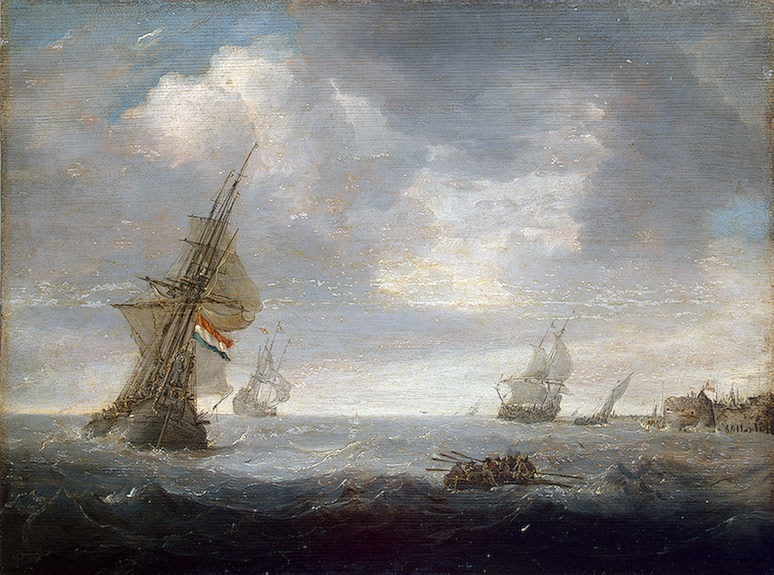
Море в пасмурный день. 1630. Дерево, масло. Государственный  Эрмитаж, Санкт-Петербург
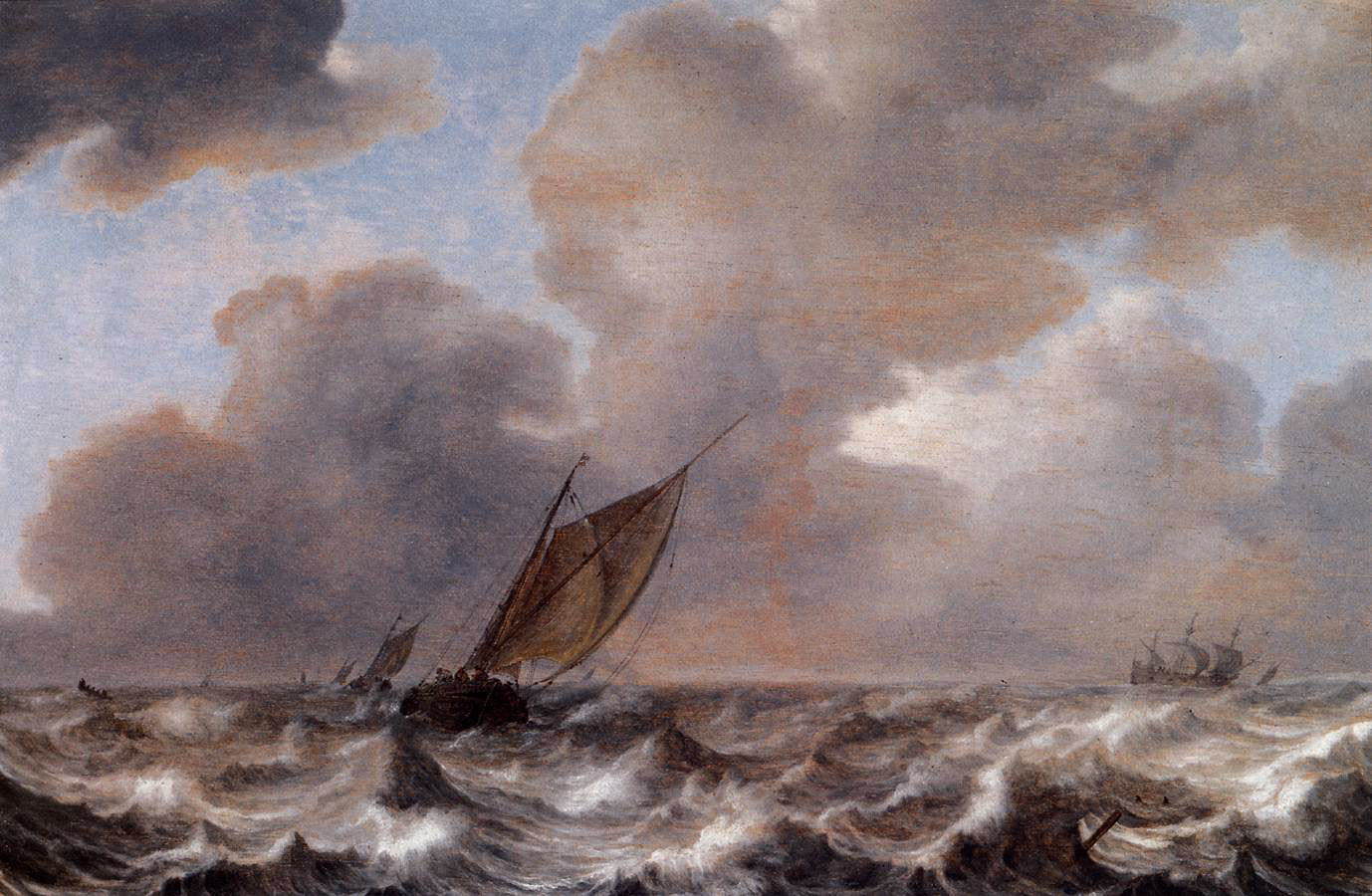
Суда при сильном ветре. 1630. Дерево, масло. Частное собрание
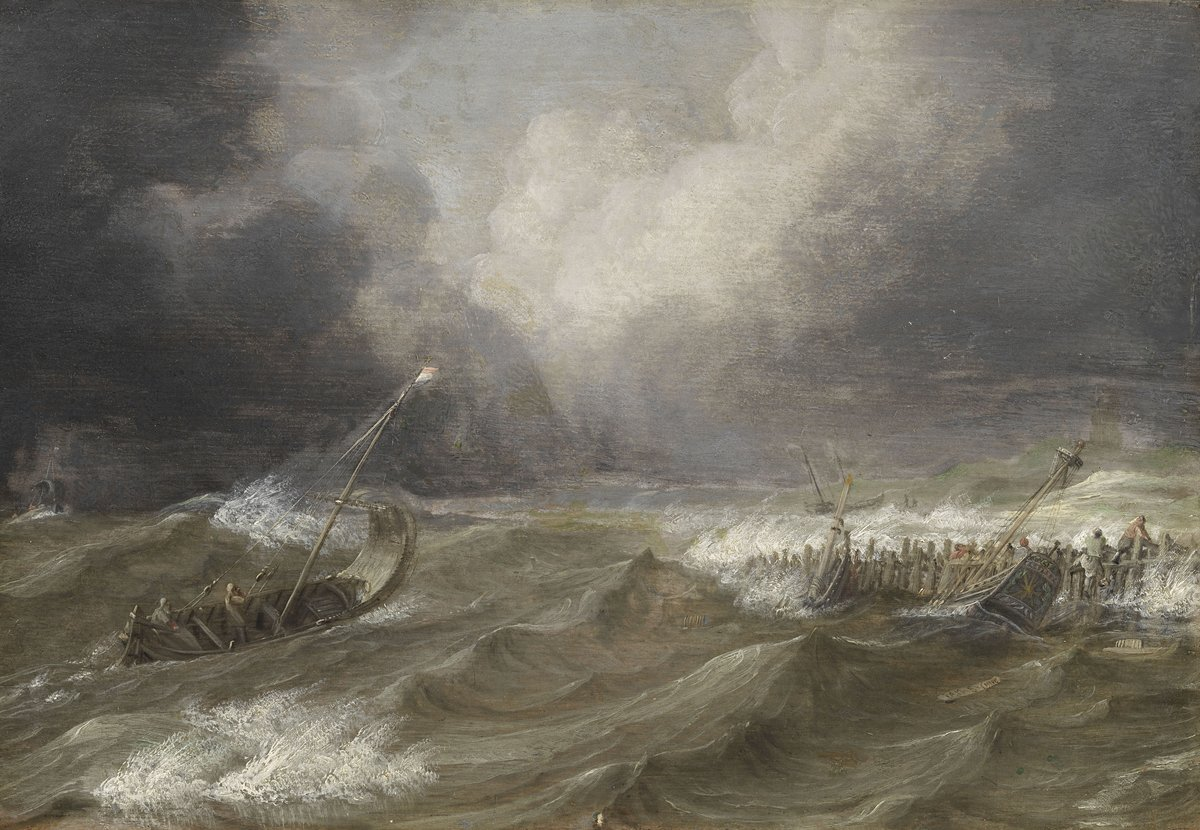
Долгожданный приближающийся берег. Ок. 1616. Дерево, масло. Музей изобразительных искусств, Будапешт
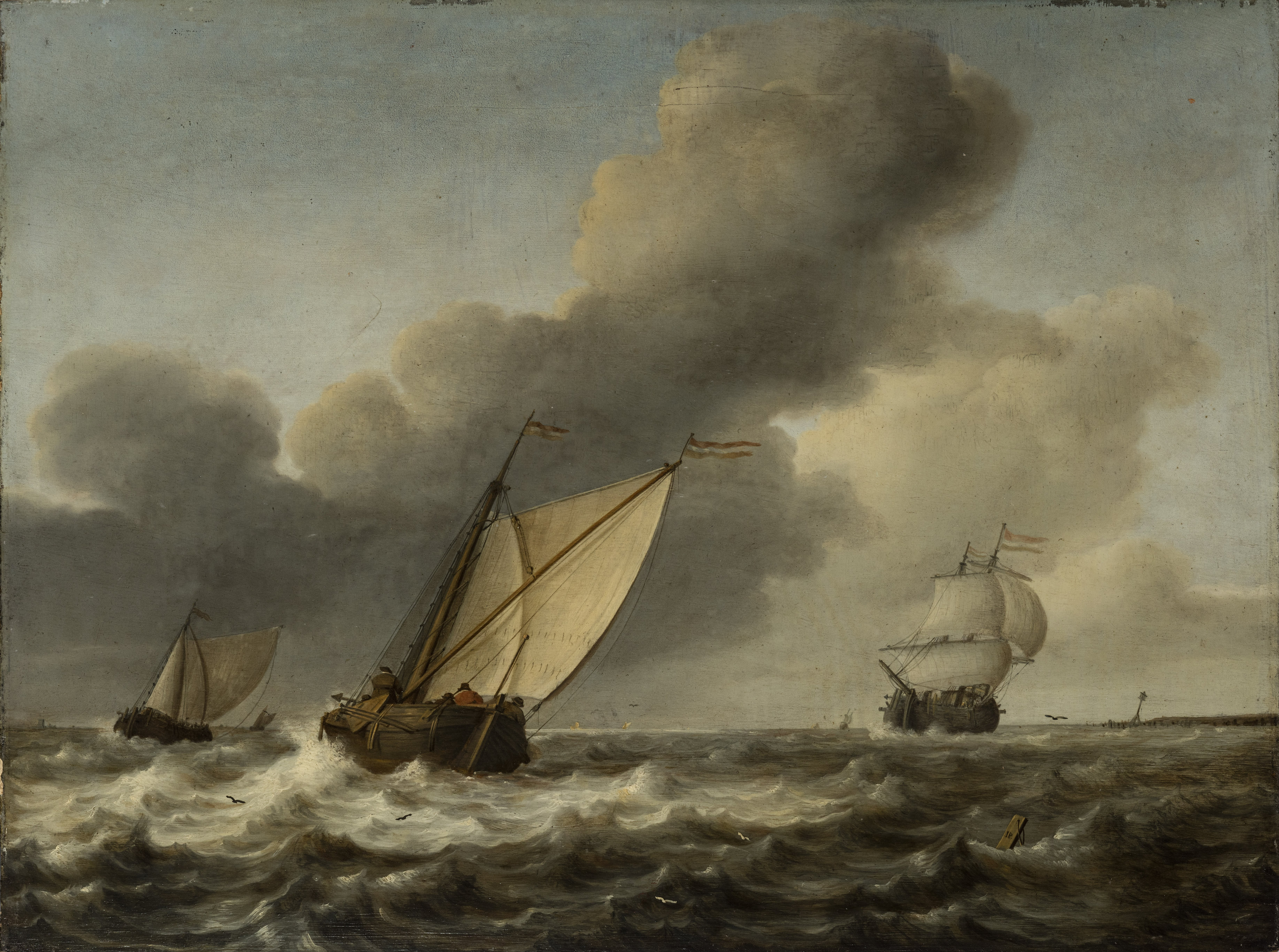
Корабли при сильном ветре. Между 1600 и 1632. Дерево, масло. Музей зарубежного искусства, Рига
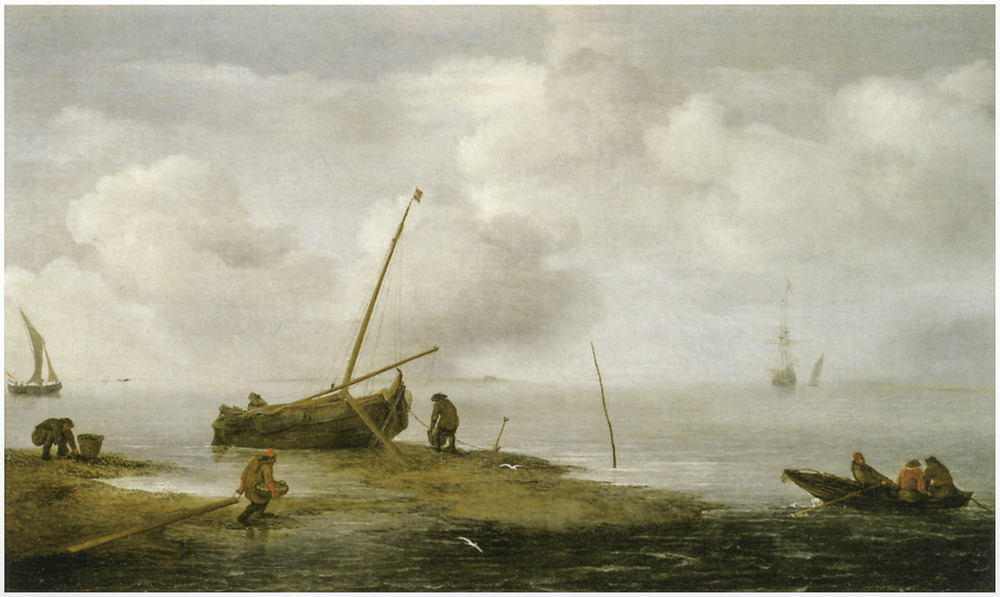
Морской пейзаж с рыбаками на песчаной отмели. 1622. Холст, масло. Национальный морской музей, Гринвич, Лондон